# Puszcza Niepołomice
Puszcza Niepołomice je polský fotbalový klub se sídlem v Niepołomicích, založený v roce 1923, v letech 2023–2025 působící v Ekstraklase.

## Úspěchy
- 12. místo v Ekstraklase – 2023/24
- Semifinále Polského poháru – 2024/25

## Známí hráči
- Jakub Serafin
- Artur Siemaszko
- Rok Kidrič
- Michal Sipľak
- Michal Klec
- Erik Čikoš
- Ivan Hladik
- Muris Mešanović
- Georgij Žukov